# 东方娃娃·保育与教育
《东方娃娃·保育与教育》创刊于2010年，是中国大陆基础教育类月刊，编辑部位于江苏省南京市。
《东方娃娃·保育与教育》在2018年被中华人民共和国国家新闻出版广电总局新闻报刊司评为2017年全国“百强报刊”。